# Eucharis alticola
Eucharis alticola är en stekelart som beskrevs av Gussakovskiy 1940. Eucharis alticola ingår i släktet Eucharis och familjen Eucharitidae. Inga underarter finns listade i Catalogue of Life.